# Un jour une bergère
Pour les articles homonymes, voir Babes in Toyland.
Pour plus de détails, voir Fiche technique et Distribution.
Un jour une bergère  (Babes in Toyland) est un film américain de Gus Meins et Charley Rogers, sorti en 1934. Ce film est la première adaptation cinématographique de l'opérette-homonyme de Victor Herbert, créée en 1903.

## Fiche technique
Source IMDb

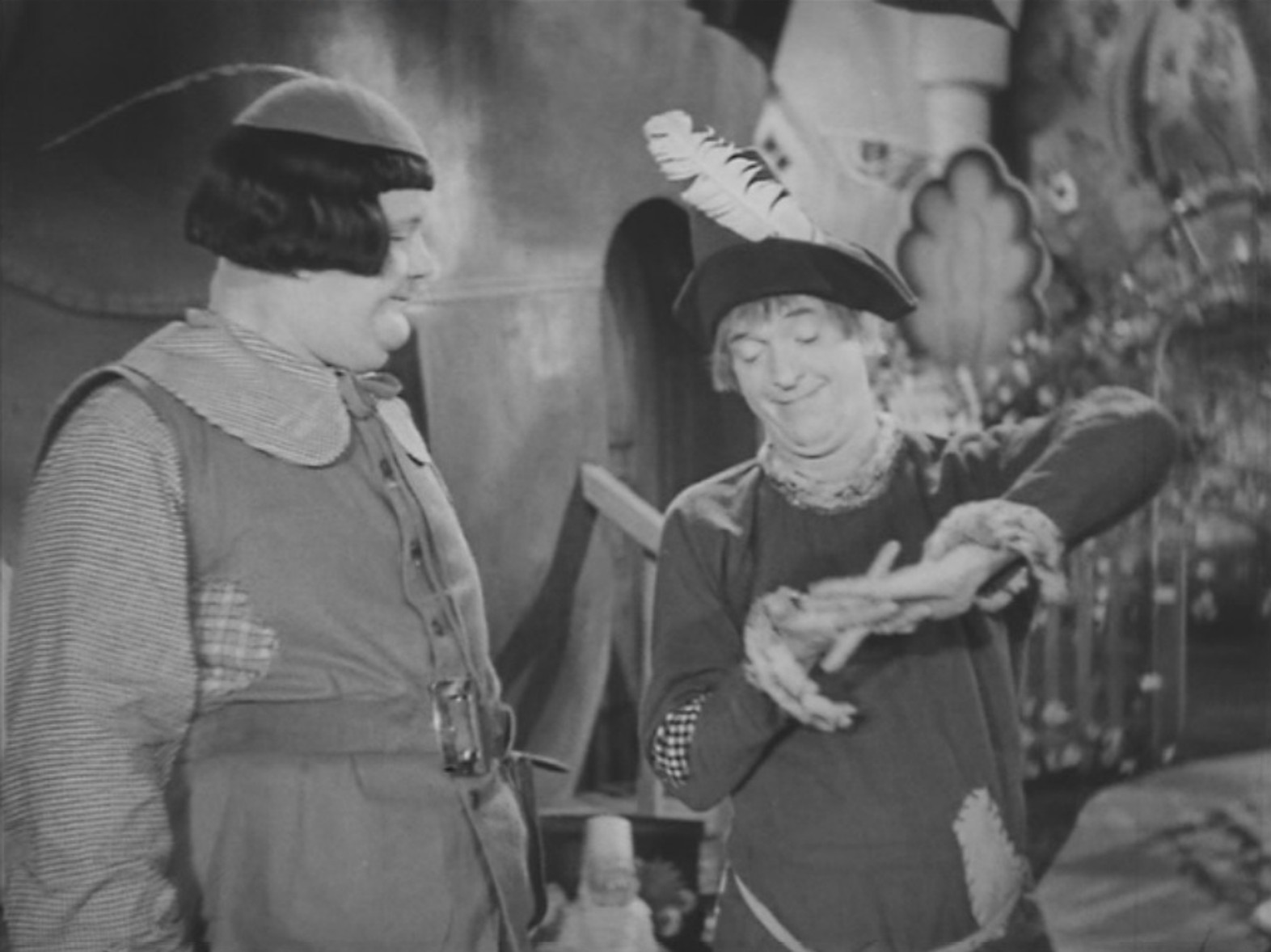
Laurel apprend un de ses tours à Hardy.

- Titre original : Babes in Toyland (titre principal) ; Laurel and Hardy in Toyland ; Revenge Is Sweet ; March of the Wooden Soldiers  (ressorties)
- Titre français : Un jour une bergère  (titre principal) ; Laurel et Hardy à Joujouville ; La Parade des soldats de bois (ressorties) ;  Il était une bergère (Belgique)
- Réalisation : Gus Meins et Charley Rogers
- Scénario : Frank Butler et Nick Grinde d'après l'opérette de Victor Herbert, Glen MacDonough et Anna Alice Chapin
- Assistant réalisateur : Gordon Douglas (non crédité)
- Photographie : Francis Corby et Art Lloyd
- Son : Elmer Raguse
- Montage : Bert Jordan et William H. Terhune
- Musique : Victor Herbert
- Production : Hal Roach
- Sociétés de production : Hal Roach Studios, Metro-Goldwyn-Mayer
- Sociétés de distribution : Metro-Goldwyn-Mayer, Loew's
- Pays d'origine : États-Unis
- Langue : Anglais
- Format : Noir et blanc - 35 mm - 1,37:1 - Son : Mono (Western Electric Sound System)
- Genre : Comédie
- Durée : 77 minutes
- Dates de sortie :
  - États-Unis : 14 décembre 1934
  - France : 7 mai 1935

## Distribution
Source IMDb

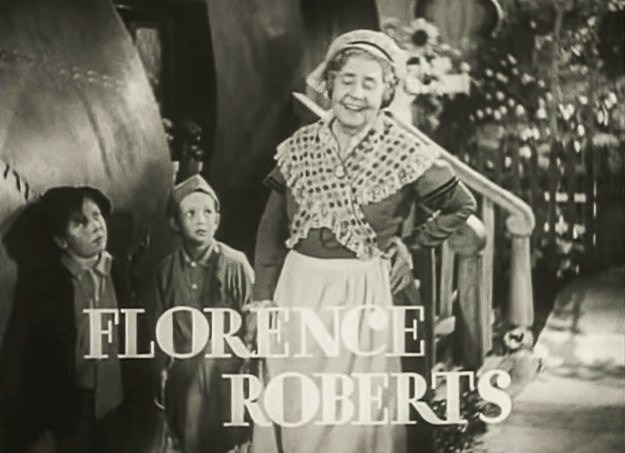
Florence Roberts dans le rôle de Little Bo-Peep.

- Stan Laurel : Stannie Dum (VF: Franck O'Neill)
- Oliver Hardy : Ollie Dee (VF: Howard Vernon)
- Charlotte Henry : Little Bo-Peep
- Felix Knight : Tom-Tom Piper
- Florence Roberts : La veuve Peep
- Henry Brandon : Silas Barnaby
- Marie Wilson : Mary Quite Contrary

Acteurs non crédités
- Frank Austin : Le juge de paix
- Johnny Downs : Little Boy Blue
- John George : Un serviteur de Barnaby
- Alice Lake : Une passante
- Angelo Rossitto : Elmer
- Margaret Seddon : La veuve Piper